# Altmelon
Altmelon är en ort och kommun  i Österrike. Den ligger i distriktet Zwettl i förbundslandet Niederösterreich, 110 kilometer väster om huvudstaden Wien. 
Kommunen består av elva orter (Ortschaften) (inom parentes invånarantal 1 januari 2024):

- Altmelon (305)
- Dietrichsbach (70)
- Dürnberg (0)
- Fichtenbach (49)
- Großpertenschlag (111)
- Kleinpertenschlag (124)
- Kronberg (45)
- Kronegg (70)
- Marchstein (14)
- Perwolfs (38)
- Schwarzau (30)